# Lukusashi
Lukusashi (ang. Lukasashi River) – rzeka w środkowej Zambii, w Prowincji Centralnej. Wypływa z okolic gór Muczinga, łączy się z rzeką Lunsemfwa w okolicy wzgórz Chifukunya Hills. Razem wpadają do rzeki Luangwa.